# Arachide (seme)

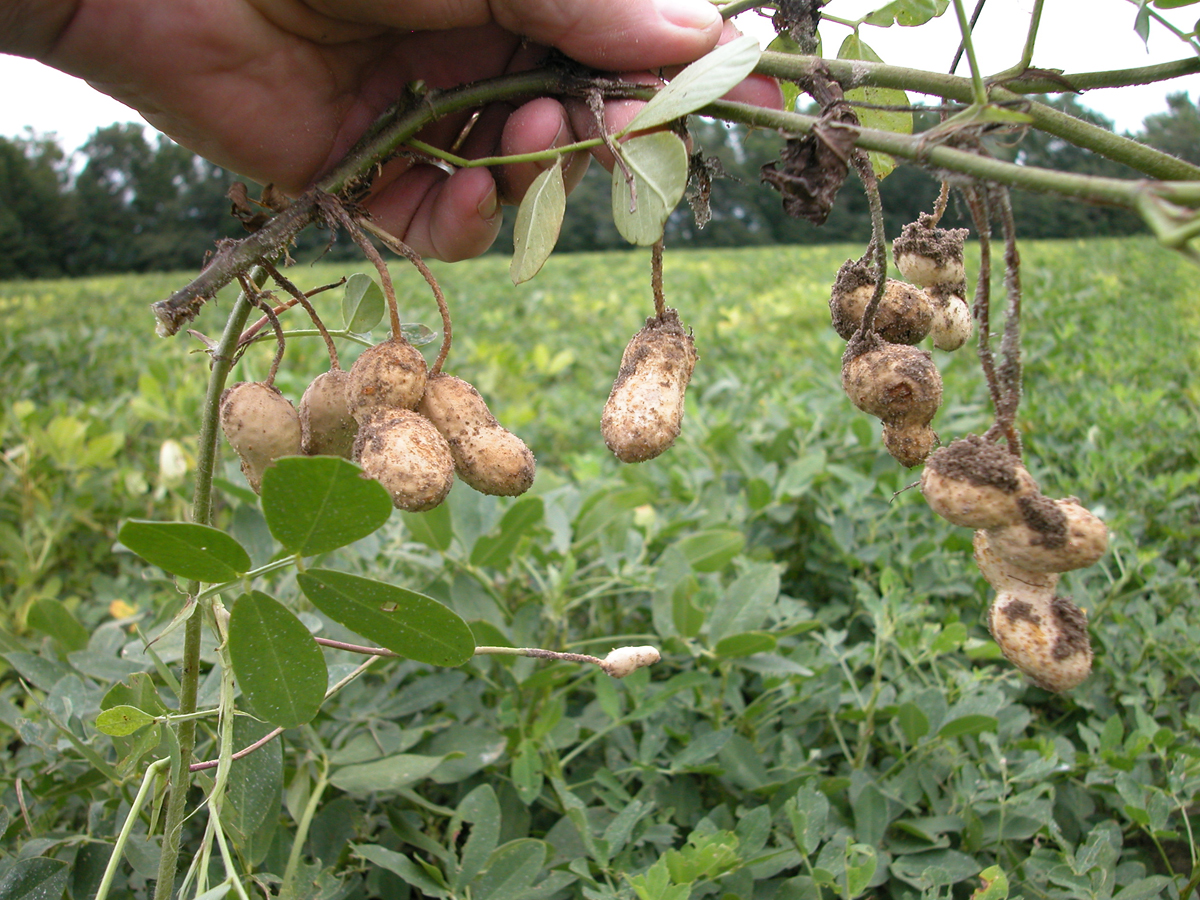
Piante e frutti di arachide

I semi di arachide, detti anche spagnolette, bagigi, noccioline, pestacchie, cacaoetti (dal nahuatl tlālcacahuatl, che significa “cacao di terra”; divenuto, in spagnolo, cacahuete in Spagna, o cacahuate nei paesi delle Americhe), giapponesi o cecini, sono i semi della pianta leguminosa Arachis hypogaea.

## Contenuto
I principali costituenti di un seme di arachide sono carboidrati semplici (zuccheri) e complessi (amido), protidi (per un totale del 30%) e olio (40-50%).

### Proprietà nutrizionali
Le arachidi sono una fonte di coenzima Q10 (come il pesce azzurro, la carne di bovino, la soia e gli spinaci).
I semi di arachide hanno un alto contenuto di proteine; sono inoltre una buona fonte di niacina e pertanto contribuiscono alla salute del sistema nervoso e della circolazione sanguigna.
Recenti ricerche sulle arachidi hanno riscontrato la presenza di antiossidanti e altri composti chimici che possono dare benefici alla salute. Il contenuto di antiossidanti delle arachidi tostate è paragonabile a quello di more e fragole, e di molto superiore a quello di mele, carote e barbabietole. Queste ricerche, condotte da un gruppo di scienziati dell'Università della Florida e pubblicate sulla rivista Food Chemistry, mostrano che le arachidi contengono alte concentrazioni di polifenoli, principalmente un composto chiamato acido p-coumarico, e che la tostatura ne aumenta la concentrazione.

## Alimentazione

### Prodotti gastronomici

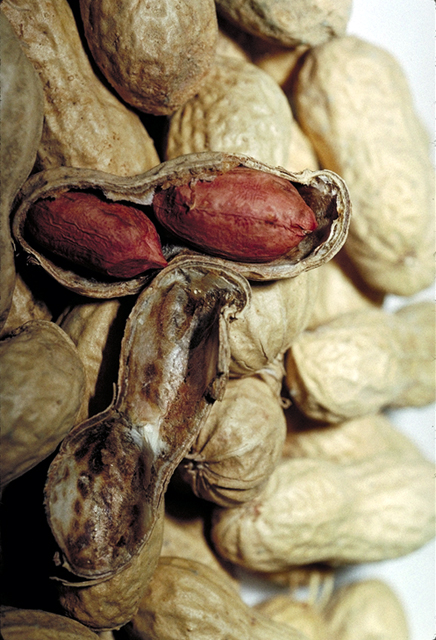
Interno di un frutto (baccello lomentoso) con due semi

I semi di arachide vengono solitamente consumati dopo tostatura. Le applicazioni più frequenti sono l'accompagnamento di aperitivi, dove si consumano tostati e salati, tostati e zuccherati oppure caramellati. Vengono inoltre ridotti in pasta per ricavare il burro di arachidi, creme spalmabili dolci o salate, gelati, croccanti al caramello; nonché aggiunti, in pasta o in farina, a svariati prodotti da forno quali biscotti, torte o merendine.
Dai semi di arachide, inoltre, si ricava l'olio di arachide, che trova un ampio uso in cucina grazie ad un punto di fumo alto.
Dai semi si isola anche l'arachina.
Vengono venduti all'interno del baccello e consumati direttamente come semi oleosi (alla pari di noci e nocciole) oppure sgusciati e trattati (salatura, ecc.) e consumati come snack o con aperitivi.

La quantità annua stimata di arachidi consumate è di 3,5 kg a persona negli USA, molto meno quella degli europei (nel Regno Unito, massimo consumatore europeo, è di 1,77 kg).

### Alimentazione animale
La farina ottenuta viene impiegata nell'alimentazione animale, soprattutto per:
- bovini e ruminanti in genere (senza superare il 30% del concentrato)
- suini (può essere l'unica aggiunta proteica per animali in accrescimento o scrofe)
- volatili

## Allergie
Con l'aumento dell'utilizzo delle arachidi nell'industria alimentare (soprattutto dolciaria) in Europa, sono in aumento anche i casi di allergia o intolleranza a questo seme, presente, direttamente o come derivato, in una quantità di cibi confezionati. È contenuta anche in prodotti per l'infanzia, come componente di latte adattato o come eccipiente polivitaminico.
Gli allergeni principali sono rappresentati da tre proteine (Ara h1, Ara h2, Ara h3): questi allergeni restano stabili al calore, per cui rimangono attivi anche dopo la tostatura e la cottura.
L'allergia alimentare alle arachidi si manifesta precocemente (nel 92% dei casi tra 1 e 7 anni) con un'incidenza dell'11,8% (terza causa dopo latte e uova); l'allergia permane per tutta la vita (cosa che tendenzialmente non avviene per uova e latte), anche se alcuni studi sperimentali hanno dimostrato il contrario in alcuni casi.
La reazione può avvenire per contatto, inalazione e, soprattutto, per ingestione; i sintomi della reazione allergica sono asma, angioedema e shock anafilattico acuto.
Le conseguenze pongono l'allergia alle arachidi tra quelle emergenti e potenzialmente pericolose, tanto che molte compagnie aeree americane non offrono più arachidi ai passeggeri. Numerose industrie, quindi, hanno cura di evidenziare la presenza di arachidi come ingrediente e come possibile presenza in tracce. Quest'ultimo caso si verifica di solito quando lo stesso stabilimento produttivo usa arachidi per altri prodotti che abbiano condiviso la stessa linea produttiva.
L'unica terapia disponibile è la dieta di esclusione.

## Nella cultura popolare
Nei fumetti disneyani ci sono arachidi speciali che danno i superpoteri a Pippo trasformandolo in Super Pippo. Invece nei fumetti di Charles Schulz danno addirittura il nome alle strisce dei Peanuts: in lingua inglese si traduce con “noccioline” o “arachidi”, ma in senso più stretto indica "cose di poco conto, facezie" ovvero cose da bambini, come i protagonisti del fumetto.